# Launceston Tennis International 2012
Il Launceston Tennis International 2012 è stato un torneo di tennis facente parte della categoria ITF Women's Circuit nell'ambito dell'ITF Women's Circuit 2012. Il torneo si è giocato a Launceston in Australia dal 6 al 12 febbraio 2012 su campi in cemento e aveva un montepremi di 25 000 $.

## Vincitori

### Singolare
Julija Putinceva ha battuto in finale  Lesley Kerkhove con il punteggio di 6–1, 6–3

### Doppio
Shūko Aoyama /  Kotomi Takahata hanno battuto in finale  Hsieh Shu-ying /  Zheng Saisai con il punteggio di 6–4, 6–4